# America Red Lions
O Red Lions foi uma equipe de futebol americano de praia brasileira, sediada na cidade do Rio de Janeiro, filiado à FeFARJ, fundado em 2003 e que disputou o torneio oficial dessa entidade, o Carioca Bowl - futebol americano de praia - entre 2004 e 2011 (oito temporadas). Participava eventualmente do Saquarema Bowl (quando convidado), torneio do qual foi tricampeão.

## Histórico
O time teve início em outubro de 2003, quando cinco amigos (Vitinho, Vitão, Igor, Saulo e Ithi) que faziam um curso, após a aula foram para a praia do Leme (Rio de Janeiro/RJ). Como não tinham bola, treinaram com quatro chinelos amarrados e "brincaram" de jogar futebol americano. A ideia progrediu quando no segundo treino compareceram diversos outros amigos, eles estavam criando aquele que seria um dos mais temidos times de futebol americano do Brasil de sua época.
O time começou como nome "Méier Red Lions", em referência ao bairro do subúrbio do Rio de Janeiro, onde há o monumento de um grande leão de bronze. Era comum na época vândalos picharem o monumento, pintando os testículos do leão de vermelho. E assim o nome do time já surge de algo meio tosco, mas também engraçado, o que norteou o ambiente entre os jogadores ao longo de anos.
O primeiro jogo-treino (scrimmage) do Red Lions foi em 2004 contra um dos times que no futuro se tornaria um dos seus grandes rivais, o Piratas de Copacabana. O Red Lions também é grato ao apoio do RJ Mamutes na época.

## Filosofia
O time teve origem com "um bando de marombeiros" da região da Tijuca e da Zona Norte do Rio de Janeiro. Força física não faltava aos Jogadores do Red Lions, mas ao mesmo tempo que era um time muito físico - e isso faz muita diferença no futebol americano - era também um grupo muito dedicado em aprender as técnicas aplicáveis ao novo esporte e isso fez bastante diferença para a rápida ascensão do time.
Ao contrário de todos os outros times de futebol americano de praia do Rio de Janeiro (que tiveram origem ou forte influência na rivalidade RJ Guardians / Copacabana Eagles), o Red Lions surgiu do zero, por conta própria, sem ninguém para lhes ensinar e sem macetes ou dicas, mas também surgiu sem os vícios dos outros times, criando sua própria doutrina e metodologia de treinos. Aliou-se um time muito físico, a meia dúzia de pessoas ultramotivadas em aprender mais sobre esse esporte novo.
O grande destaque da doutrina de treinos do Red Lions estava na sua Secundária. Sem ter muita noção do que estavam atingindo, os treinos de secundária do Red Lions criaram os melhores defensive backs do Brasil na época. E mesmo os DBs reservas do Red Lions costumavam ser mais técnicos e superiores aos DBs titulares de alguns outros times. O Red Lions foi a maior escola de DBs que o Brasil já teve. Por exemplo, dos quarto DBs titulares das seleções brasileira de futebol americano de 2008 e de 2010, três eram do Red Lions. Além de bons nas marcações, na cultura do Red Lions na época, os DBs eram diretamente responsáveis por parar corridas, algo que até então não era normal no futebol americano no Brasil. As secundárias de times do Rio de Janeiro que tiveram influência do Red Lions foram o Ipanema Tatuís (2009), o Imperadores (2009) o Blaze (2009) e mais tarde o RJ Islanders (2010).
Apesar de ter doutrina própria e de ser um time consistente tanto na defesa (com DL e LBs temidos Brasil afora) como no ataque (OL sempre constante e sempre grosseira; recebedores "mão-de-cola" e runningbacks "galáticos"), custou para que o Red Lions fosse capaz de superar a si mesmo e vencer o Carioca Bowl. Era sempre o time com jogadas mais bonitas, com excelentes campanhas, mas que não conseguia desenvolver seu melhor jogo nas finais. Mas isso foi superado.

### Treinos
De 2003 a 2007 os treinos eram na praia do Leme (Rio de Janeiro), nas proximidades do Posto 1, todos os sábados, com início em torno de 16h e término perto das 20h.
Em 2008 e 2009 os treinos passaram a ser na praia de Botafogo (Rio de Janeiro), também aos sábados, de 16h às 20h.
Em 2010 os treinos não mais aconteceram, fato explicado pelo desenvolvimento do futebol americano de grama. E sem treinar o time conseguiu ser campeão em 2010.
Em 2011 os treinos voltaram a ser na praia de Botafogo (Rio de Janeiro) das 16h às 20h, mas perduraram por pouco mais de dois meses.

### Gritos de Guerra
Até 2008 o capitão do time era o Igor Valentim, que com seus discursos inflamados puxava o grito de guerra no huddle que se tornou símbolo da essência do Red Lions.
Coach: "Red Lions é o quê?"
Time: "FAMÍLIA!!!"
Coach: "Red Lions é o quê?"
Time: "FAMÍLIA!!!"
Todos: "Red, Red, Red Lions, HOU!"
Outros gritos de guerra emblemáticos:
Capitão: "Tempo ruim" Defesa: "O tempo todo!"
Ataque: "1, 2, 3, Grosseria!"

### United Red Fanfas
Se em campo o Red Lions era disciplinado e sério, fora de campo o ambiente era o mais descontraído e animado possível. Foram notórias as viagens do time a Saquarema/RJ para os torneios de fim de semana lá disputados, para as bagunças e zoações regadas a vodka e red bull.
Eram comuns também as noites de boate na Six Club (boate localizada na Rua das Marrecas nº 38, Lapa/RJ), onde diversas vezes todos do time iam uniformizados e faziam sucesso na pista de dança (ao som de rap, pop e rock) e na azaração. "O que acontece na Six, morre na Six".

### Ipanema Tatuís
O Ipanema Tatuís surgiu de uma dissidência de jogadores jovens do Copacabana Titãs e, principalmente, do Red Lions. O nome "Tatuís" surgiu de uma brincadeira em um treino em que o pessoal da zona sul montou um time (Tatuís) que enfrentou o time do pessoal da zona norte (Fazendeiros). A dissidência, além de levar para o Tatuís excepcionais jogadores do Red Lions, resultou no desenvolvimento de um time com filosofia de treinos similar, que tem em sua história diversas conquistas.

## Parceria com o América F.C. (2006~2008)
Em julho de 2006 o Red Lions iniciou uma parceira com o America Football Club (Rio de Janeiro). O time recebeu uniformes de excelente qualidade da empresa Summerville, e recebeu também o apoio logístico de vans para transporte ao Saquarema Bowl de 2007. Em 2008 um novo uniforme foi feito (e pago) pelos próprios jogadores do Red Lions ostentando ainda o Logo do América F.C. Nessa época o América F.C. enfrentava problemas financeiros, e a parceria simplesmente definhou, "não se ouvia mais falar de América F.C. as pessoas portavam o distintivo no peito, mas não sabiam o porquê". No Carioca Bowl de 2009 o Red Lions passou usar um novo uniforme sem o Logo do América F.C.

## Fifa #60
Em 2006 o defensive tackle Fifa camisa #60, faleceu após acidente de automóvel. Seu número foi imortalizado e o logo do Red Lions ganhou um patch preto com o número 60 em sua homenagem. O Fifa sempre viverá nas lembranças e nos corações de seus companheiros de time como um guerreiro incansável, exemplo de força e de dedicação. O Fifa foi homenageado no Bi-campeonato 2009-2010, a quem o time dedicou tais conquistas.

## Futebol Americano de Grama
No início de 2009 o red Lions participou de um evento em Mesquita/RJ no estádio do América F.C., em uma exibição ataque x defesa, sem shouder pads ou capacetes e sem valer nada. Imediatamente os participantes notaram que se tratava de um esporte diferente da modalidade praticada na praia.
Na mesma época alguns jogadores do Red Lions já haviam participado de torneios de grama (seleção brasileira e seleção carioca). Isso foi o início do fim do Red Lions.

### Cariocas F. A., Imperadores e Blaze
Otavio Roichmann,que na época era runningback e coordenador ofensivo do Red Lions fundou no início de 2009 o "Cariocas F. A.", que foi o terceiro time de futebol americano de grama do Rio de Janeiro (já existiam o Imperadores e o Blaze).
Otávio convidou os jogadores do Red Lions para participar do que seria um time "full pad", mas a adesão não foi das maiores pois o local de treino era muito afastado (Recreio dos Bandeirantes) e de difícil acesso para a maioria dos jogadores.
O Cariocas F.A. se uniu com o Imperadores, que treinava em local de mais fácil acesso (São Cristóvão). Praticamente todos os titulares do Red Lions passaram a treinar no Imperadores, que acabaria se sagrando campeão do primeiro Torneio Touchdown (campeonato brasileiro privado) naquele ano.
Enquanto isso, alguns reservas do Red Lions foram para o Blaze, um time fraco e incipiente de grama da Zona Oeste do Rio de Janeiro (Realengo), que um ano depois se tornaria o Vasco da Gama Patriotas (o maior rival do Imperadores).
O Red Lions durante muitos anos fundamentou a base do Fluminense Imperadores (que em 2013 se tornou Flamengo F.A.).

## As Conquistas dos Cariocas Bowls

### 2009
Em 2009 a prioridade do time não era mais o Red Lions, mas sim o Imperadores, que participava do Torneio Touchdown. Os treinos o Red Lions eram compostos por jogadores reservas, enquanto os titulares, cansados de tantos treinos e jogos Brasil afora pelo TTD, já estavam até faltando aos jogos do Red Lions de temporada regular. O resultado disso foi que o Red Lions chegou aos play-offs do Carioca Bowl 2009 com a pior campanha de sua história (6 vitórias e 4 derrotas) após perder jogos para times que nunca o haviam vencido (como para o RJ Sharks e Mamutes).
Desacreditado, o Red Lions chegou ao Wild Card enfrentando o poderoso Bicampeão Titãs, e venceu com facilidade 28x6, naquela que foi a maior vitória do Red Lions sobre tão forte rival.
Na semifinal enfrentou o Reptiles, que sempre foi seu maior algoz. Só que o que se assistiu nessa partida foi uma aula de futebol americano, contra um adversário que, pasmo, teve que engolir um placar elástico de 27x3, na maior derrota do Reptiles em uma partida do Carioca Bowl;
A final quase foi desastrosa. O rival Copacabana Piratas nunca havia estado numa final, e no momento em que os campeonatos de grama deixaram de ser prioridade, com o Red Lions focando no seu objetivo eterno de vencer o Carioca Bowl, a leveza e o brilho dos outros jogos deu espaço para a velha tensão, para a sensação de borboletas no estômago e as lembranças de outras derrotas em outros anos... e isso continha a criatividade do QB Ramon Martire e do ataque de Otávio Roichmann. O jogo foi chato, foi duro, mas não tão duro quanto outros tantos. Do outro lado, o futebol apresentado pelo Piratas de Copacabana foi tão monótono e chato quanto o do Red Lions. Dizem que as defesas estavam inspiradas, mas a verdade é que os ataques estavam mal.
Os quartos demoravam a passar, quando de súbito, Ivan Roichmann encaixa uma corrida guard-tackle muito bem liderada pela OL para um TD de umas 20 jardas. XP convertido pelo Catatau. O Piratas ainda converteu um Field Goal longo no mesmo 3º quarto. Resultado final: 7x3... e só isso.
Se o jogo foi chato e sem grandes emoções, a celebração não poderia ter sido melhor, pois finalmente, após tantos anos e tantas desilusões, o Carioca Bowl era nosso!

### 2010
Em 2010 a temporada regular foi ainda mais desleixada, tanto que ninguém se lembra como foi a campanha que levou o Red Lions para os play-offs de 2010 (na verdade foi 6-4). Não havia mais treinos, só se falava em futebol americano de grama, em Fluminense Imperadores, em Vasco Patriotas... e parecia que jogar pelo Red Lions era uma espécie de obrigação, um marcador de checklist. Houve até um jogo contra o Ilha Avalanche em que todos os reservas entraram em campo - e mostraram seu valor, massacrando o time da Ilha do Governador por mais de 40 pontos. O ambiente naquele ano era de (fim de) festa... e talvez por isso tenha dado tanto certo.
Com a fraca campanha na temporada regular, o Red Lions se classificou somente para o wild card, onde enfrentou o Ipanema Tatuís, numa vitória sem grande dificuldade.
O histórico algoz Reptiles não havia conseguido se classificar para os play-offs, mas a semifinal contra o Piratas foi duríssima, mas na mentalidade dos jogadores do Red Lions, a vitória nunca foi uma dúvida e a classificação para a final era algo óbvio.
Na outra semifinal, o RJ Sharks surpreendia a todos ao bater o poderoso Copacabana Titãs, assegurando sua classificação para sua primeira final desde 2004.
Desta vez foi diferente. O RJ Sharks era um time jovem e em ascensão, enquanto o Red Lions era bem experimentado, e pronto para vencer seu segundo Carioca Bowl. A imprensa especializada assim descreveu o jogo:
"O primeiro quarto do jogo não teve muita ação. As defesas dos dois times atuaram bem e o placar ficou inalterado ao final do primeiro quarto. No segundo quarto, em mais uma jogada da defesa o SS Muel conseguiu interceptar o passe do QB Leo e o Red Lions recuperou a posse de bola. Mas o drive seguinte resultou em nada e o time teve que dar o punt, obrigando o Sharks a começar dentro de sua própria linha de 5 jardas. Mas novamente a defesa do Red Lions apareceu com o safety do DT Miguel, derrubando QB Fabio Lau dentro da endzone, deixando o placar em 2 a 0 para o Red Lions. Ainda no primeiro tempo o Sharks esboçou uma reação com uma interceptação do FS Gostosa, mas ao final da primeira etapa o Red Lions ainda fez um field goal de 30 jardas convertido por Catatau, deixando o placar em 5 a 0.
Na volta para o segundo tempo o campeão de 2009 voltou com tudo e o LB JP interceptou deixando Red Lions com a posse de bola na linha de 10 jardas no campo do Sharks. No drive seguinte o Red Lions marcou o primeiro touchdown da decisão com uma corrida do HB Ivan Roichman. Com o extra point não convertido o placar ficou em 11 a 0 para o América Red Lions. Ampliando ainda mais a vantagem e praticamente confirmando a vitória o Red Lions fez mais um touchdown com Danone. Mais uma vez o extra point não foi convertido, 17 a 0. No ultimo quarto a equipe do Sharks interceptou e ainda marcou um touchdown com uma corrida do running back Romulo, mas não foi suficiente para evitar a derrota por 17 a 7."
Após a vitória, o coordenador de defesa Diego Cerqueira declarou em entrevista: “Não podia terminar de outro jeito, é como o mocinho casando com a mocinha no final da novela. A galera que administra o Red Lions está cansada, com muitas responsabilidades profissionais e pessoais. Se não houver renovação na administração, o time realmente pode terminar [...]”.

## A Melancolia e a Eternização
Após dois anos de alegrias, 2011 foi o ano em que muitas coisas mudaram. Os veteranos estavam jogando no sacrifício pela carga dobrada (imperadores/Patriotas+Red Lions) e optaram por abrir espaço para que houvesse renovação de jogadores: comunicaram que iriam se dedicar em 2011 apenas ao futebol americano de grama, e que dariam apoio ao Red Lions nas posições que precisassem de gente, sem treinar. Outros jogadores optaram por mudar de ares e de time.
Para os novatos, os treinos voltaram a ocorrer e, de fato, muitos novatos ingressaram no time. Só que com tantos espaços abertos pela saída dos veteranos, novatos sem qualquer experiência já partirem para participar de um Carioca Bowl é sinônimo de derrota... enfim, seria um ano de renovação.
Mas o Red Lions perdeu mesmo foi no extra-campo: não havia jogadores dispostos a enfrentar mais um ano de arbitragens (nos domingos tinham treinos e jogos na grama e isso era muito cansativo), os novatos, notando aquele desânimo, não se aventuraram em tentar salvar o time - o espírito vívido do Méier Red Lions, dos URFs, das noites na Six - não estava ainda incorporado neles e, sem qualquer desentendimento, por pura fadiga e inércia, o Red Lions implodiu naquele ano, logo após a derrota no primeiro jogo da temporada, para o RJ Islanders.
Houve aqueles que defendiam uma saída honrosa para o Red Lions, de fechar as portas sem mais derrotas. Outros fomentaram a ideia de que a derrota faz parte do momento de renovação. Mas a eliminação do Carioca Bowl de 2011 por árbitros faltosos finalizou a história do time como instituição competitiva.
Em 2012 o Red Lions foi convidado para participar do Saquarema Bowl daquele ano e venceu o primeiro jogo (7x6 sobre o Reptiles), mas abandonou o segundo jogo em favor de um churrasco! Aquela participação foi mais nostálgica do que competitiva. "Queríamos atuar pelo prazer de jogarmos juntos.... não mais por aquela neura de sermos campeões a qualquer custo", declararam diversos jogadores. Ganhar ou perder àquela altura pouco importava, pois para todos era muito mais valioso jogar pelo prazer de estar ao lado dos meus amigos. E nesse dia o Red Lions mudou de forma (de time esportivo para aura dos seus integrantes). Sempre será algo maior do que um simples time e sempre estará eternizado em nossos corações e na história do Futebol Americano do Brasil.

## Titulos
- Saquarema Bowl: 2006, 2009, 2010
- Carioca Bowl: 2009, 2010
- Niterói Bowl: 2006